# Бијела Рудина
Бијела Рудина је насељено мјесто у општини Билећа, у Републици Српској, Босна и Херцеговина. Према попису становништва из 1991. у насељу је живјело 101 становника. На попису становништва 2013. године, према подацима Агенције за статистику Босне и Херцеговине пописано је 98 становника.

## Становништво
| Националност       | 1991. | 1981. | 1971. | 1961. |
| Срби               | 101   | 125   | 130   | 172   |
| Југословени        |       | 5     |       |       |
| Црногорци          |       |       | 3     | 1     |
| остали и непознато |       |       |       |       |
| Укупно             | 101   | 130   | 133   | 173   |

| Демографија | Демографија | Демографија |
| Година      | Становника  | Становника  |
| ----------- | ----------- | ----------- |
| 1948.       | 161         |             |
| 1953.       | 177         |             |
| 1961.       | 173         |             |
| 1971.       | 133         |             |
| 1981.       | 130         |             |
| 1991.       | 101         |             |